# Mary Golding Bright
Mary Chavelita Golding Bright (född Dunne), född 14 december 1859 och död 12 augusti 1945, var en brittisk författare, känd under pseudonymen George Egerton.
Bright utgav ett flertal uppmärksammade romaner, kända för sina studier i kvinnans psykologi som Keynotes (1893, svensk översättning Grundtoner 1895), Discord (1894), The wheel of God (1898). Hon skrev även skådespelen The backsliders (1910) samt Camilla states her case (1925). Hon översatte även Ola Hanssons Ung Ofegs visor till engelska under titeln Young Ofeg's ditties (utgiven 1895, med vignetter av Aubrey Beardsley).